# محمد الدويهيس
محمد ابطيحان سالم الدويهيس، ، (1955) وزير التخطيط وزير الدولة لشؤون التنمية الإدارية 13 يوليو 1999 حتي 29 يناير 2001.

## سيرته
يحمل شهادة الدكتوراه في إدارة الأعمال من جامعة (يو اس ال يو) بالولايات المتحدة الأمريكية عام 1987 كما حصل شهادة ماجستير في إدارة الأعمال من الجامعة نفسها عام 1983 ، كما حصل على شهادة البكالوريوس من كلية التجارة والاقتصاد والعلوم السياسية قسم إدارة الأعمال - جامعة الكويت 1979.

## المناصب
- عضو في المجلس الأعلى للبترول.
- عضو مجلس إدارة مؤسسة الكويت للتقدم العلمي.
- عمل وكيلا لديوان الخدمة المدنية المساعد لشؤون التطوير الإداري من يناير 1994 وحتى 1999.
- مديرا لإدارة تطوير الخدمة واساليب العمل لدى قطاع التطوير الإداري بديوان الخدمة المدنية من 1993 - 1994.
- قائما بأعمال الوكيل المساعد لشؤون التطوير الإداري بديوان الخدمة المدنية من 1992 - 1993.
- رئيسا للفريق الرئيسي لبرنامج العمل الثلاثي لدى قطاع التطوير الإداري بديوان الخدمة المدنية 1992 - 1993.
- رئيس مكتب تطوير اساليب العمل لدى قطاع التطوير الإداري بديوان الخدمة المدنية منذ 1989 - 1993.
- رئيسا لمكتب تطوير الخدمة (بالوكالة) لدى قطاع التطوير الإداري بديوان الخدمة المدنية من أغسطس 1992 - 1993.
- المشرف الإداري لمشروع مكافأة نهاية الخدمة المدنية من 1991 - 1993.
- معيد بعثة بقسم إدارة الأعمال جامعة الكويت من 1979إلى 1980.
- رئيس مجلس إدارة بنك التسليف والادخار (سابقاً).
- مدرب متخصص في مجال التطوير الإداري والتنمية البشرية.
- عمل محاضر (منتدب جزئيا) في مجال إدارة الأعمال بالهيئة العامة للتعليم التطبيقي من عام 1992 وحتى 2008.
- عمل مستشارا لعدة جهات حكومية في مجال الهياكل التنظيمة والتوصيف الوظيفي وتطوير الخدمة وتبسيط الإجراءات.
- مثل الكويت في العديد من المؤتمرات والندوات المحلية والإقليمية والدولية .
- له عدة مقالات منشورة في مجال التخطيط والتنمية الإدارية بعدة صحف كويتية.